# Achtung Spitfire!
Achtung Spitfire! est un jeu vidéo de type wargame développé par Big Time Software et publié par Avalon Hill en 1997 sur PC. Il reprend les principes de Over the Reich, des mêmes développeurs. Comme ce dernier, il se déroule en Europe, pendant la Seconde Guerre mondiale, et simule des combats aériens. Il transpose cependant son système de jeu à la bataille de France et à la bataille d’Angleterre. Le jeu se déroule au tour par tour, chaque tour représentant une durée de quatre seconde et étant divisé en deux phases : une phase de mouvement, puis une phase de combat. Il se joue à la souris, principalement en manœuvrant un manche à balai virtuel. Comme son prédécesseur, il peut se jouer seul contre l’ordinateur ou à deux, sur le même ordinateur ou par Internet.  Le jeu propose cinq niveaux de difficulté, de lieutenant à général, qui influent sur les paramètres pris en compte dans la simulation et sur son niveau de réalisme,. 

## Accueil
| Achtung Spitfire! |      |       |
| Média             | Pays | Notes |
| Cyber Stratège    | FR   | 3/5   |
| GameSpot          | US   | 78 %  |
| PC Jeux           | FR   | 67 %  |